# Ronde van Azerbeidzjan (Iran) 2005
De Ronde van Azerbeidzjan 2005 was de tweede editie van deze wielerronde. De wedstrijd werd gereden tussen 22 en 29 mei.

## Etappe-overzicht
| etappe | datum  | winnaar                       | land    |
| ------ | ------ | ----------------------------- | ------- |
| 1e     | 22 mei | Hossein Askari                | Iran    |
| 2e     | 23 mei | Omar Hasanein                 | Syrië   |
| 3e     | 24 mei | Ghader Mizbani Iranagh        | Iran    |
| 4e     | 25 mei | David McCann                  | Ierland |
| 5e     | 26 mei | Abbas Saeidi Tanha            | Iran    |
| 6e     | 27 mei | Paul Griffin                  | Ierland |
| 7e     | 28 mei | Mahdi Sohrabi                 | Iran    |
| 8e     | 30 mei | Mostafa Seyed Rezaei Khormizi | Iran    |

## Algemeen klassement
| rang | renner                 | land  |
| ---- | ---------------------- | ----- |
| 1    | Ghader Mizbani Iranagh | Iran  |
| 2    | Ahad Kazemi Sarai      | Iran  |
| 3    | Omar Hasanein          | Syrië |

1986 · 1987 · 1988 · 1989 · 1990 · 1991 · 1992 · 1993 · 1994 · 1995 · 1996 · 1997 · 1998 · 1999 · 2000 · 2001 · 2002 · 2003 · 2004 · 2005 · 2006 · 2007 · 2008 · 2009 · 2010 · 2011 · 2012 · 2013 · 2014 · 2015 · 2016 · 2017 · 2018 · 2019 · 2020-2021 · 2022 · 2023